# Rymantas Juozaitis
Rymantas Juozaitis (* 6. Mai 1953 in Kaunas) ist ein litauischer Manager der Energiewirtschaft.

## Leben
Nach dem Abitur von 1960 bis 1971 an der J. Aleksonis-Mittelschule absolvierte er von 1971 bis 1976 das Diplomstudium des Industrie-Wärmewirtschaftsingenieurwesens am Kauno politechnikos institutas.
Ab 1976 arbeitete er bei der Verwaltung für Koordination der Gasanlagen und Organisationstechnik des Vergasens (lit. Dujinių įrengimų derinimo ir gazifikacijos orgtechnikos valdyba) als Ingenieur und ab 1977 bei Kauno šilumos tinklai ('Wärmeenergienetzen  Kaunas')  als Ingenieur, Meister, leitender Meister, Rajonsleiter, stellv. Direktor. Danach war er Direktor der Filiale von Kauno šilumos tinklai und der Filiale Kauno energija paslaugos sowie von Kauno elektrinė.
Ab 1997 war er stellv.  Generaldirektor von SPAB „Kauno energija“, ab 2000 Generaldirektor der AB „Kauno energija“, ab 2002 der AB „Lietuvos energija“, ab Mai 2008 Vorstandsvorsitzende der „LEO LT“.
Er ist verheiratet. Mit Frau Neringa (* 1957) hat er zwei Töchter (* 1980 und * 1990).

## Quelle
- Leben

| Personendaten    | Personendaten                             |
| ---------------- | ----------------------------------------- |
| NAME             | Juozaitis, Rymantas                       |
| KURZBESCHREIBUNG | litauischer Manager der Energiewirtschaft |
| GEBURTSDATUM     | 6. Mai 1953                               |
| GEBURTSORT       | Kaunas                                    |